# Sretko Vuksanović
Sretko Vuksanović (serbe en écriture cyrillique : Сретко Вуксановић), né le 15 février 1973 à Sarajevo, est un footballeur puis entraîneur professionnel bosnien.

## Biographie
Vuksanović commence sa carrière de joueur avec le FK Sarajevo, avant d'être transféré au FK Željezničar, le club rival de la ville, en 1991.
Après le début de la guerre de Bosnie, il rejoint la France avec le FC Sochaux, où il évolue avec l'équipe réserve. Il joue ensuite en faveur du KAA Gent, du RC Genk et du R. Cappellen FC en Pro League belge, avant de retourner en France au Pau FC, puis au Sporting Toulon.
Après un court passage avec Željezničar en 2004, il rejoint le FK Slavija Sarajevo, où il termine sa carrière en 2009,.
En 2012, il est nommé manager de l'équipe de la Republika Srpska FK Romanija.